# Sihanoukismo

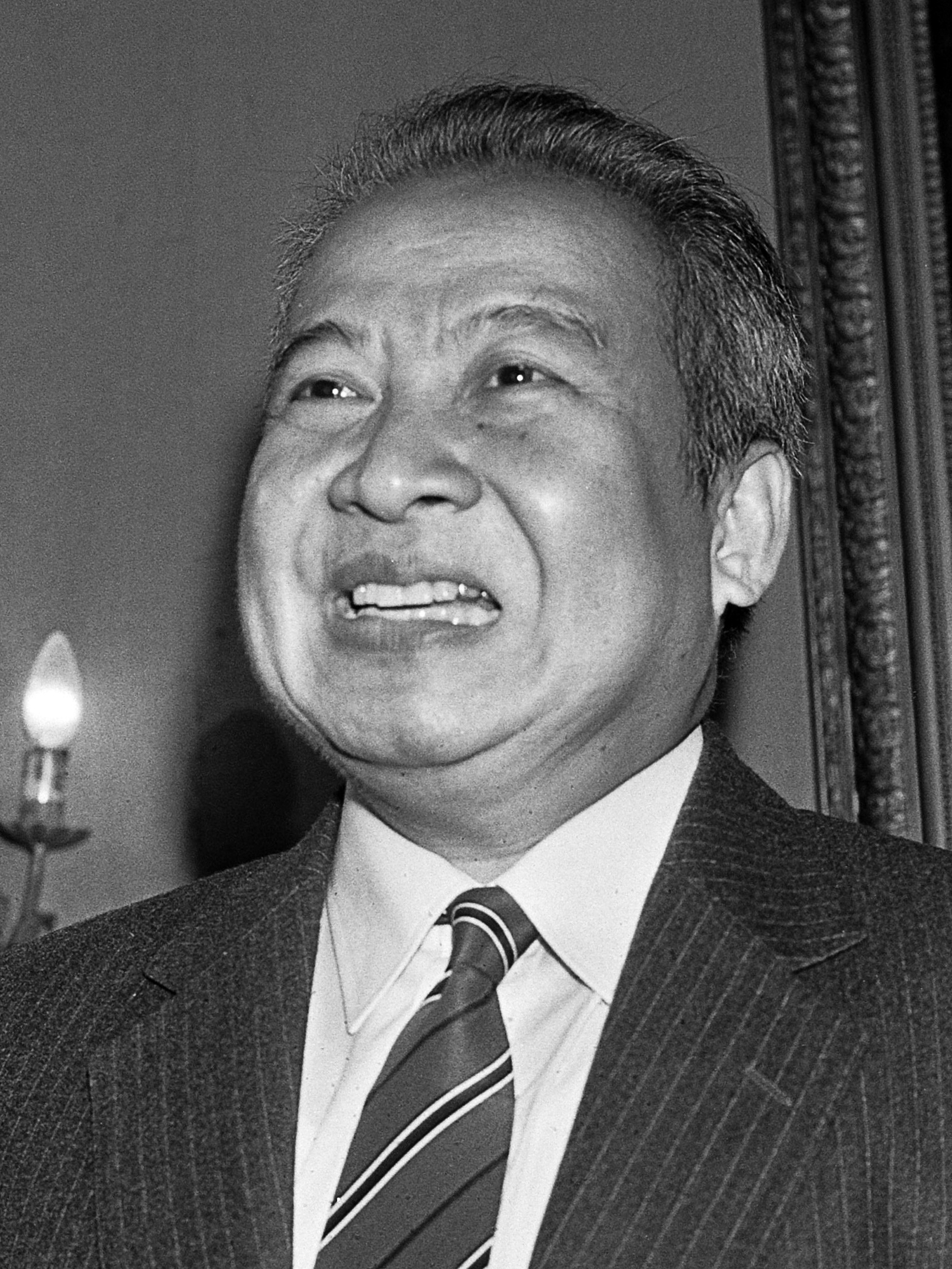
El Rey Norodom Sihanouk, en 1983.

El sihanoukismo (en idioma jemer: សីហនុនិយម; translit: Sihanouk Niyum) conocido habitualmente como Socialismo Real-Budista fue un movimiento político surgido en Camboya en la década de 1950, alrededor de la figura del Rey y posteriormente Primer ministro Norodom Sihanouk. Bajo la bandera de dicha ideología, existió el partido Sangkum Reastr Niyum (Comunidad Socialista Popular), que gobernó el país sin tolerar ninguna oposición entre 1955 y 1970. Luego de ser depuesto en un golpe de Estado, el gobierno sihanoukista en el exilio se disolvió en 1971. En 1981, aún exiliado, Sihanouk fundó el Frente Unido Nacional para una Camboya Independiente, Neutral, Pacífica y Cooperativa (Funcinpec), que posteriormente ganaría las primeras elecciones libres tras el régimen comunista, y volvería a gobernar entre 1993 y 1998. Tras el golpe de Estado de Hun Sen en 1997 y la posterior victoria de su partido, el Partido Popular de Camboya (CPP), el Funcinpec se alió con el mismo en una coalición, lo que provocó una fractura en el partido y su posterior debacle electoral, haciendo desaparecer al sihanoukismo de la vida política.
El 30 de junio de 2006, dos años después de abdicar, el antiguo Rey Sihanouk instó al Funcinpec y a otros partidos políticos a no utilizar los términos "Sihanoukismo" o "Sihanoukista".

## Posición en el espectro político
A pesar de su nombre, el "Socialismo Real-Budista" (también llamado "Socialismo jemer") de Sihanouk tenía poco que ver con el socialismo verdadero, ni con ninguna de sus variantes como el marxismo o el "socialismo de bienestar" anglosajón. A falta de una filosofía política consistente, combinaba eslóganes pseudo-socialistas con valores sociales conservadores, monarquistas, nacionalistas y enseñanzas budistas Theravada. La afirmación del movimiento era que eran «Socialistas por el bienestar del pueblo y realistas por el prestigio y la cohesión de la nación».
En el poder, el Sangkum funcionó de acuerdo con los principios del "socialismo budista", una construcción bastante vaga que, al tiempo que pretendía buscar objetivos progresistas y el fin de la injusticia social, se basaba en las tradiciones religiosas y sociales conservadoras de Camboya. En lugar de acabar con la propiedad privada, el "socialismo budista" alentaba a los ricos a dar a los pobres para ganar mérito. Las figuras públicas también fueron instruidas para ser completamente responsables ante la población, transparentes en sus tratos, y se les animó a tomar descansos regulares para realizar trabajos relacionados con la agricultura ordinaria (Sihanouk a menudo se había fotografiado realizando ese trabajo durante sus visitas a proyectos de desarrollo).
En la práctica, la gestión económica se desarrolló como una forma de "socialismo compadrio" análogo al capitalismo de compinches: las empresas estatales fueron creadas y luego administradas por miembros de la élite del Sangkum, a menudo para su beneficio personal. Las organizaciones estatales creadas en el marco del Sangkum incluían la OROC, la Office royale de coopération , que se ocupaba del comercio, la importación y la exportación.